# Ole Brude
Ole Martin Brude (* um 1876 in Ålesund; † 3. November 1949 in Seattle) war ein norwegischer Seefahrer, der um 1904 berühmt wurde für eine abenteuerliche Atlantiküberquerung mit einem kleinen Segelboot.

## Das Boot

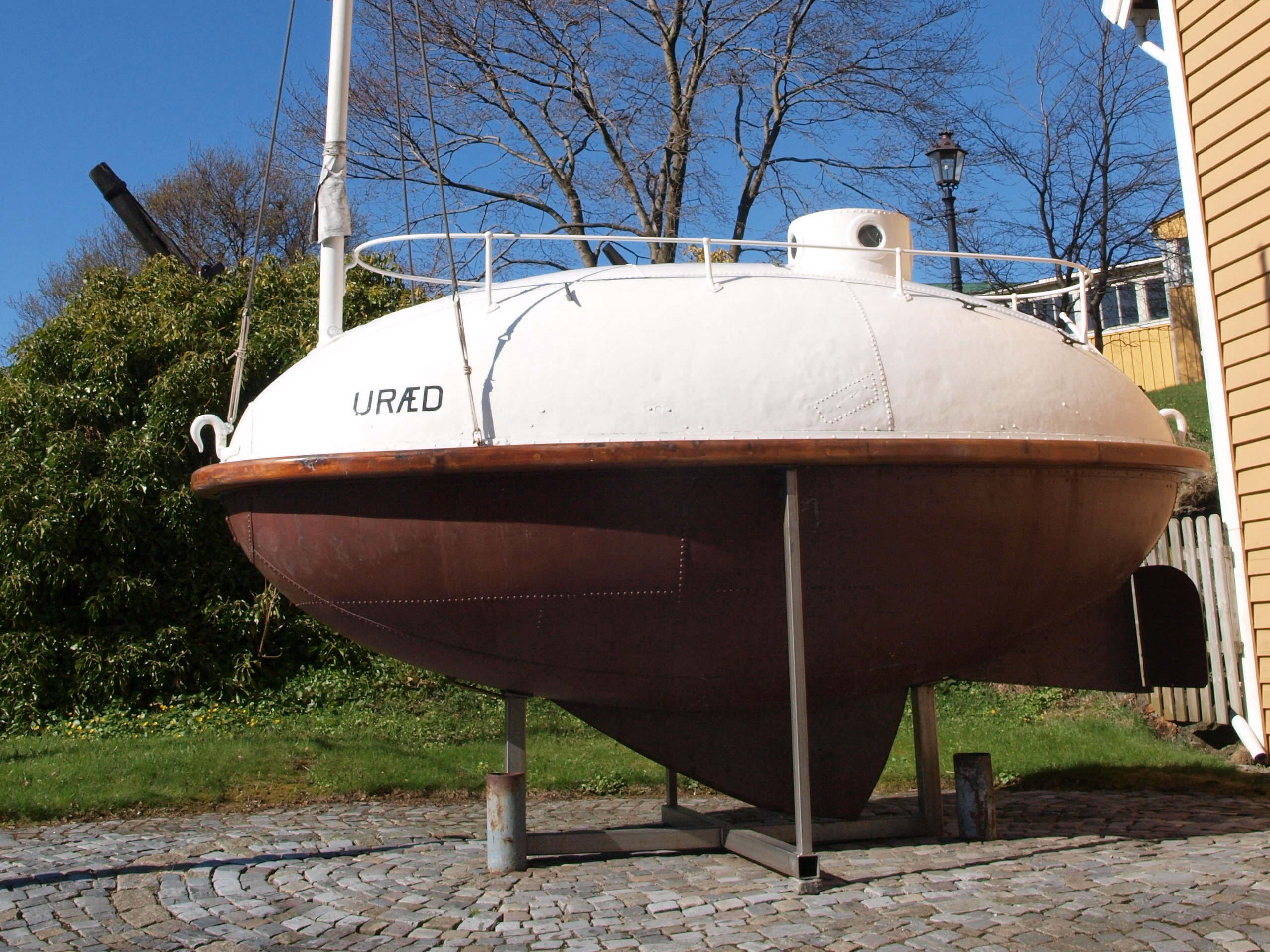
Brudes Boot Uræd

Im Jahre 1898 geriet der Dampfer Athalie  vor Neufundland in einen Sturm. Brude diente als Maat auf diesem Schiff und konnte beobachten, wie ein hölzernes Rettungsboot von einer großen Welle gegen den Schiffsrumpf geschlagen und zerschmettert wurde. Dieses Ereignis brachte den damals 22-Jährigen dazu, nach seiner Rückkehr ein kleines, geschlossenes Rettungsboot zu entwerfen, das gänzlich aus Stahl gefertigt sein sollte. Aufgrund der Form entstand der Spitzname Brudeegget (das Brude-Ei). Brude war überzeugt davon, dass ein geschlossenes Rettungsboot den offenen Rettungsbooten im Seenotfall überlegen ist.

## Die Atlantiküberquerung

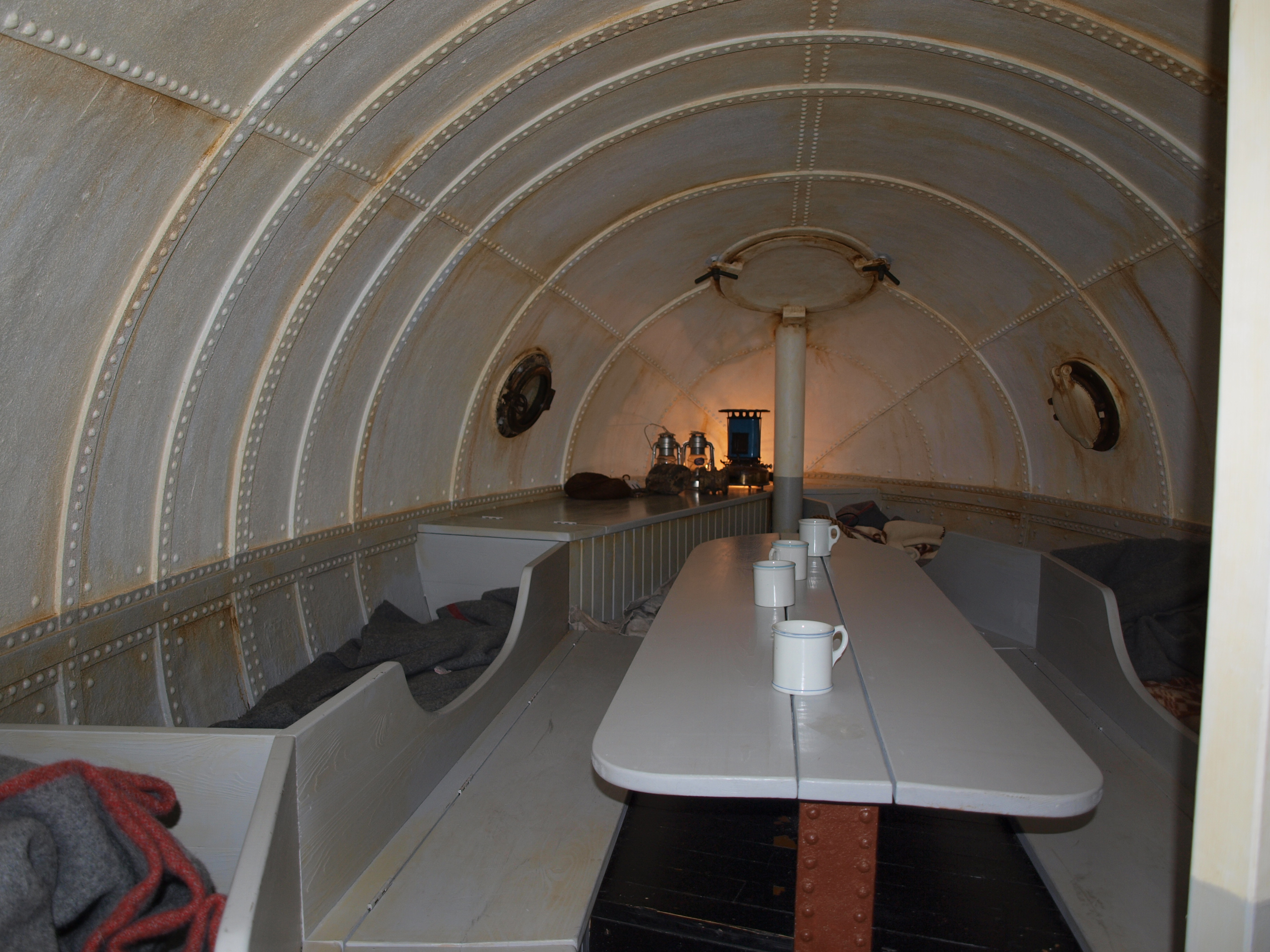
Blick in den Rumpf der Uræd

Um die Seetüchtigkeit seines Bootes unter Beweis zu stellen, startete Ole Brude am 27. Juli 1904 mit seinen drei Begleitern Iver Thoresen, Karl Thomas Hagevik Johansen und Lars Madsen in Ålesund zur Atlantiküberquerung mit seinem Boot Uræd (norwegisch: furchtlos). Da Wasser in das Boot eindrang, kehrte Brude um und startete nach der Reparatur des Bootes am 7. August 1904 erneut. Ziel der Reise waren die Olympischen Spiele 1904 in St. Louis, bei denen es ein von der französischen Regierung und einem Amerikaner ausgelobtes Preisgeld von einer Million Franc für ein revolutionär neues Rettungsboot zu gewinnen gab. Am 15. November erreichte die Uræd Petty Harbour auf Neufundland, womit ein rechtzeitiges Eintreffen in St. Louis unmöglich geworden war. Die weitere Reise dauerte noch knapp zwei Monate und endete am 6. Januar 1905 in Gloucester (Massachusetts).

## Bootsbau
Brudes Geschäftsidee konnte sich zu seiner Zeit nicht durchsetzen; nur 22 Exemplare seines Bootes wurden gebaut. Die geschlossenen Boote (damalige Baukosten: ca. 2000 Kronen) waren im Vergleich zu den herkömmlichen offenen Holzrettungsbooten (damalige Baukosten: ca. 100 Kronen) zu teuer. So gelang es ihm beispielsweise nicht, die White Star Line nach dem Untergang der Titanic für seine Rettungsboote zu gewinnen. Eines seiner Boote ist in einem Museum in Ålesund zu besichtigen. Nachfahren aus Brudes Familie betreiben heute das Unternehmen Brude Safety, welches Schiffssicherheitstechnik produziert. Das Patent zur Uræd wollte das Unternehmen jedoch nicht haben.

## Weiterer Lebenslauf
Nach dem Scheitern seiner Bootsgeschäftes wanderte Ole Brude nach Amerika aus. Dort wurde er Farmer und betrieb ein Sägewerk. 1949 starb er in Seattle.

## Heutige Rettungsboote
Seit den 1970er Jahren sind an Bord norwegischer Schiffe geschlossene Rettungsboote vorgeschrieben. Seit den 1980er Jahren sind diese Boote international an Bord von Frachtschiffen Pflicht. Die heute von schrägen Rampen von Ölbohrinseln aber auch Tankschiffen ins Wasser abwärts orientiert abfahrenden Rettungsboote tauchen kurz nach dem Start ganz ins Wasser ein und müssen daher ganz geschlossen sein.